# Psychotria oresbia
Psychotria oresbia är en måreväxtart som beskrevs av John Duncan Dwyer. Psychotria oresbia ingår i släktet Psychotria och familjen måreväxter. Inga underarter finns listade i Catalogue of Life.